# Tearaway
Tearaway är ett plattformsspel utvecklat av Media Molecule, utvecklarna bakom Little Big Planet, till Playstation Vita. Spelet annonserades på GamesCom den 15 augusti 2012 och gavs ut den 20 november 2013 i Australien, den 22 november i Europa och Nordamerika samt den 5 december 2013 i Japan. Spelet är inspirerat av pappersmodeller och Rex Crowles teckningar och klotter som han förvarade runtom Media Molecules kontor.